# Hancornia
Hancornia es un género monotípico de plantas con flores con una única especie: Hancornia speciosa Gomes, perteneciente a la familia Apocynaceae. Es originaria de Brasil hasta Perú y Paraguay.

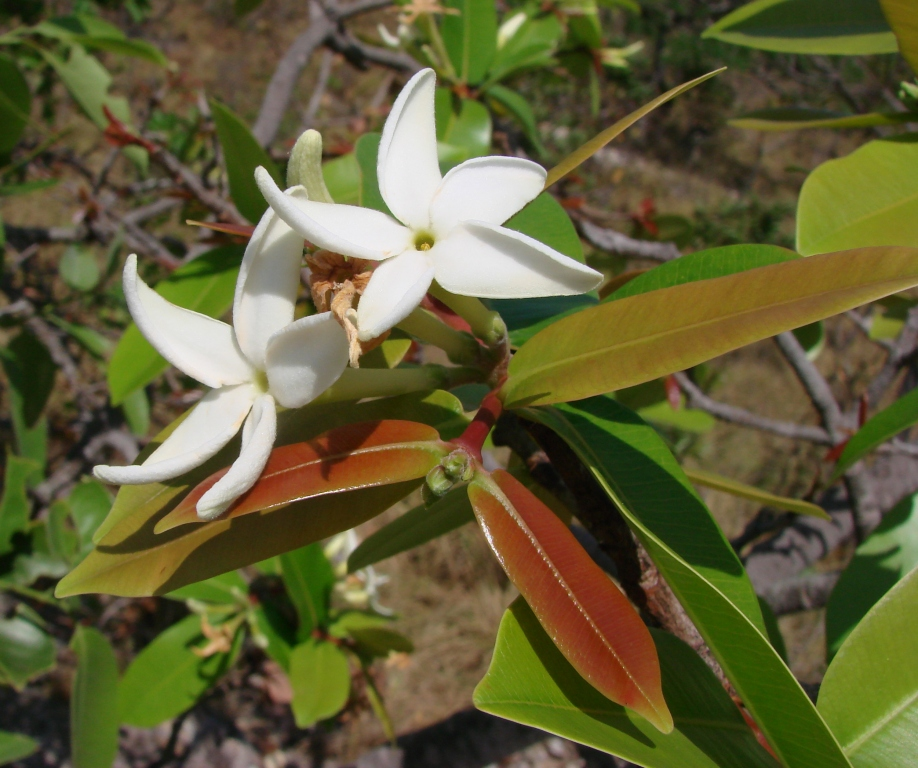
Flores y hojas

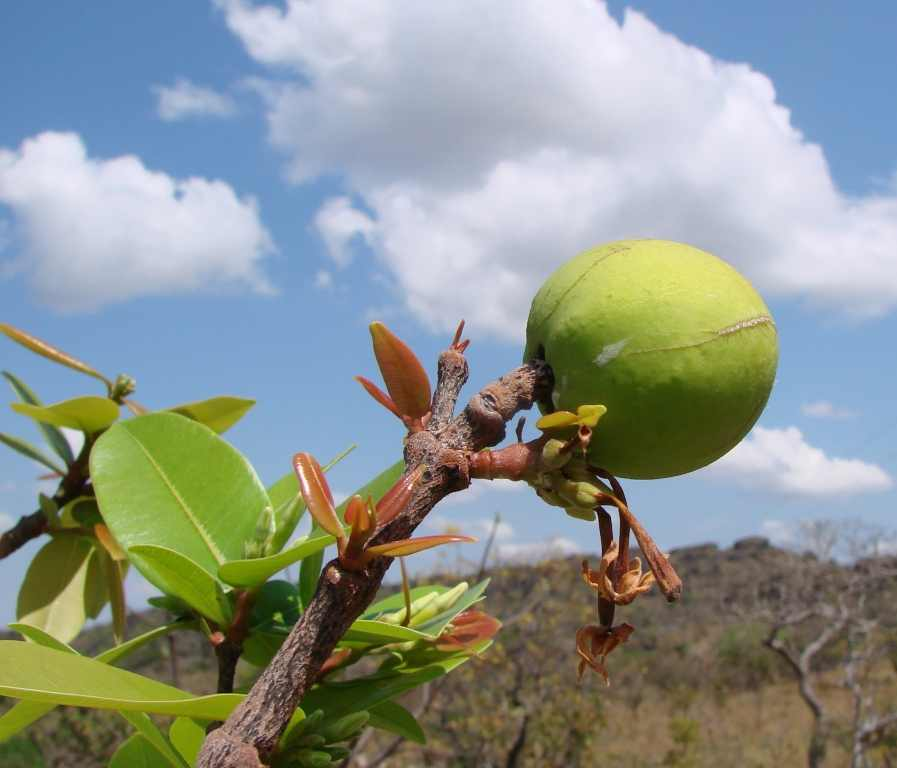
Fruto

## Descripción
Arbusto o pequeño árbol usualmente con muchos tallos, ramas laxas o dobladas, hojas pequeñas opuestas e inflorescencias terminales en dicasio con 1- 5 flores fragantes blancas o amarillentas, delgadas y en forma de embudo; pecíolos 3-15 mm de longitud; hojas elípticas u oblanceoladas, cortamente y obtusamente acuminadas, 3.5-10 cm de longitud y 1.5-5 cm de ancho, glabras a pubescentes en el envés; pedicelos hasta 11mm de longitud; lóbulos del cáliz ovados a anchamente oblongos, 1-3 mm de longitud, más o menos glabros, eglandulares; tubo de la corola 2.2-3.5 cm de longitud, 1.5-4mm de ancho, lóbulos 12-24 mm de longitud, 3-5 mm de ancho; anteras 2.3-3.4 mm de longitud, con apéndices; ovario a veces pubescente arriba, 1-celdado; estilo filiforme, barbado en la base  y el ápice, los 2 estigmas apiculi-obtusos, cortos; semillas 1-6 (fide, MACBRIDE, 1959:3681).

## Usos
Según Cárdenas (1969), Hancornia Speciosa fue una especie explotada durante la Segunda Guerra Mundial por la cualidad de poseer un látex coagulante. Los frutos que produce son comestibles. Levi-Strauss (cit. Por Cárdenas) dice que esta fruta es tan importante para los nativos de las sabanas brasileñas, que éstos realizan viajes especiales a veces a largas distancias para cosecharlas.

## Distribución
Se distribuye por Bolivia, Perú, Brasil y Paraguay.

## Taxonomía
El género  fue descrito por Bernardino António Gomes y publicado en Memórias de Mathematica e Phisica da Academia Real das Sciencias de Lisboa 2: 1, pl. 1. 1803.
Sinónimos
- Echites glaucus Roem. & Schult. (1819).
- Hancornia pubescens Nees & Mart., Nova Acta Phys.-Med. Acad. Caes. Leop.-Carol. Nat. Cur. 11: 86 (1823).
- Willughbeia pubescens (Nees & Mart.) Mart., Reise Bras. 2: 789 (1828).
- Hancornia pubescens var. gardneri A.DC. in A.P.de Candolle, Prodr. 8: 325 (1844).
- Hancornia gardneri (A.DC.) Miers, Apocyn. S. Amer.: 12 (1878).
- Hancornia pubescens f. glabrata Markgr., Repert. Spec. Nov. Regni Veg. 20: 18 (1924).[1][6]